# Hugo Barrantes Ureña

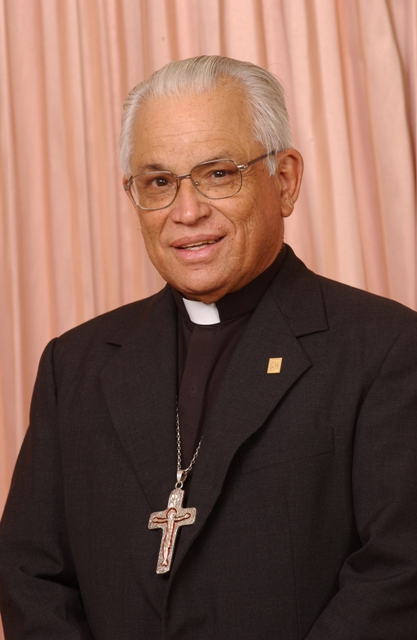
Hugo Barrantes Ureña, 2004

Wappen von Hugo Barrantes Ureña als Erzbischof

Hugo Barrantes Ureña (* 21. Mai 1936 in San Isidro de El General; † 28. September 2024 in San José) war ein costa-ricanischer Geistlicher und Erzbischof von San José de Costa Rica.

## Leben
Hugo Barrantes Ureña empfing am 23. Dezember 1961 die Priesterweihe für das Bistum San Isidro de El General.
Papst Johannes Paul II. ernannte ihn am 17. April 1998 zum ersten Bischof des mit gleichem Datum errichteten Bistums Puntarenas. Die Bischofsweihe spendete ihm der Erzbischof von San José de Costa Rica, Román Arrieta Villalobos, am 16. Juli desselben Jahres; Mitkonsekratoren waren die Ignacio Nazareno Trejos Picado, Bischof von San Isidro de El General, und Héctor Morera Vega, Bischof von Tilarán.
Als Wahlspruch wählte er Duc in Altum. Am 13. Juli 2002 wurde er zum Erzbischof von San José de Costa Rica ernannt.
Von 2008 bis 2011 war Erzbischof Barrantes Ureña Vorsitzender der Bischofskonferenz von Costa Rica (Conferencia Episcopal de Costa Rica).
Am 4. Juli 2013 nahm Papst Franziskus seinen altersbedingten Rücktritt an.